# Georg Mylius (Theologe, 1548)

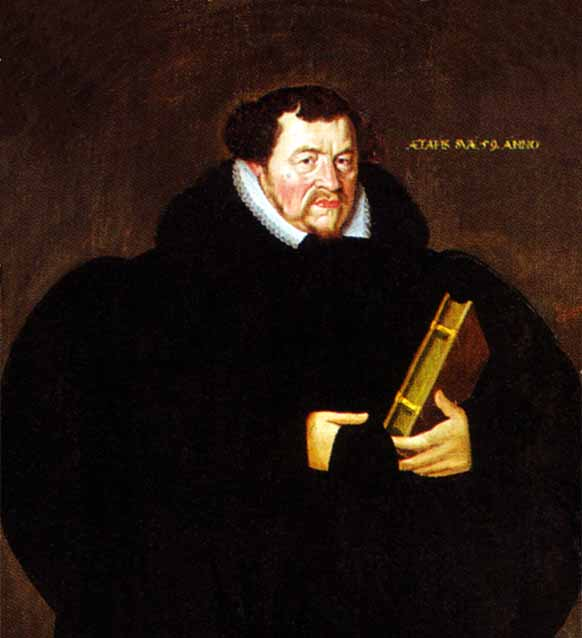
Gemälde von Georg Mylius

Georg Mylius, auch: Müller, Gering, Göring (* 1548 in Augsburg; † 28. Mai 1607 in Wittenberg) war lutherischer Theologe, Professor der Theologie in Wittenberg und Jena und Generalsuperintendent der sächsischen Kurkreise.

## Leben
Mylius wurde in Augsburg als Sohn des Zimmermanns Georg Müller geboren. Nachdem sein Vater früh gestorben war, ging er auf Wunsch seiner Mutter zu einem Großonkel, wo er Privatunterricht erhielt und mit der lutherischen Theologie vertraut gemacht wurde. Um ein Studium der Theologie aufzunehmen, immatrikulierte er sich 1566 an der Universität Tübingen, zog an die Universität Marburg und an die Universität Straßburg weiter.
Nach dem Abschluss seines Studiums kehrte er 1571 nach Augsburg zurück und übernahm dort 1572 seine erste Predigerstelle als Diakon an der Kirche zum heiligen Kreuz. In Augsburg wurde er in die konfessionellen Auseinandersetzungen hineingezogen, die durch die zunehmende Anwesenheit der Jesuiten ins Wanken gebracht wurden. Dagegen agierte Mylius auffällig mit polemischen Predigten, die ihm einen gewissen Ruf verschafften. Um sich weiter zu qualifizieren, begab er sich 1576 abermals nach Tübingen, wo er unter Jacob Heerbrand zum Doktor der Theologie promoviert wurde. Wiederum nach Augsburg zurückgekehrt, wurde er Pfarrer an der Kirche St. Anna und übernahm damit die oberste Predigerstelle der Stadt. Schnell und stieg zum Superintendenten auf.
Die politisch heikle Lage in Augsburg kam in den folgenden Jahren durch den bekannten Kalenderstreit dramatisch ins Wanken. Die Ursachen des Streits lagen einerseits im juristisch bedenklichen Vorgehen des Stadtrats bei der Einführung des Gregorianischen Kalenders 1583, andererseits am Misstrauen der mehrheitlich evangelischen Bürger gegen den Rat selbst, denn dieser war unverhältnismäßig stark von Katholiken besetzt. Dieses Misstrauen schürte unter anderem auch Mylius, wie manche seiner Schriften aus der Zeit bezeugen.

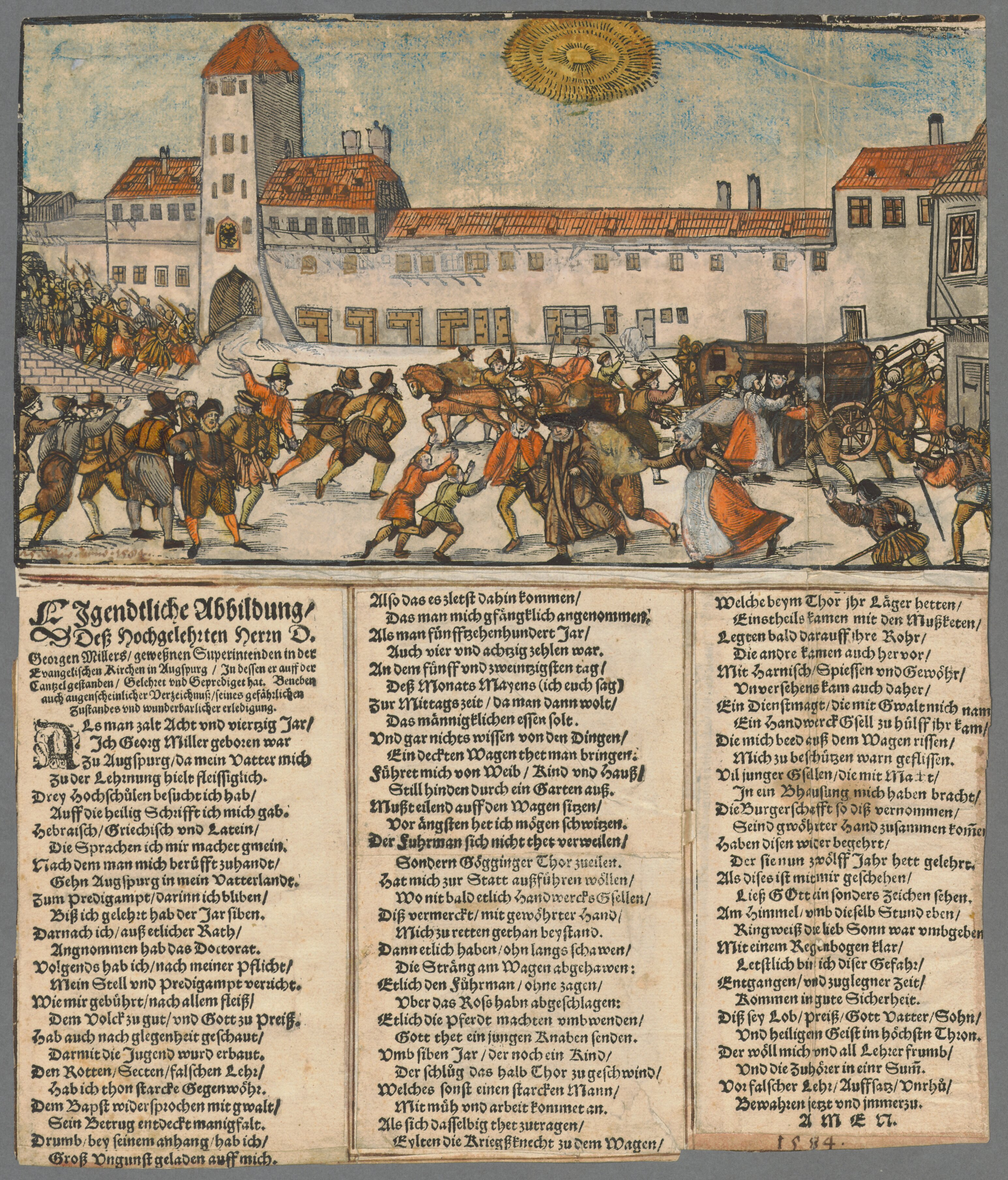
Zeitgenössischer Einblattdruck zur versuchten Ausweisung von Mylius aus Augsburg

Verschärft hat sich die Auseinandersetzung am 3. Juni 1584 (nach dem neuen Kalender), den die Protestanten noch immer als den 24. Mai zählten. Der Tag war ein Sonntag und die evangelischen Prediger kündigten an, dass der nach altem Kalender anfallende Himmelfahrtstag (trotz des ausdrücklichen Verbots des Stadtrats) am kommenden Donnerstag gefeiert würde. Am folgenden Tag, zur Mittagszeit, kam der Augsburger Stadtvogt zu Mylius und las ihm einen Ratsbeschluss vor. Dieser forderte ihn auf, die Stadt unverzüglich auf einem hierfür zur Verfügung stehenden Wagen zu verlassen. Die Auseinandersetzung blieb in der Bevölkerung nicht unbemerkt und erregte eine große Zahl der Anhänger Mylius. Diese stürmten den Wagen kurz vor dem Stadttor und retteten den Superintendenten. Etwa zur gleichen Zeit brach ein offener Aufstand in der Stadt aus und richtete sich vorwiegend gegen die katholischen Ratsherren, die nun auf die Schlichtung der evangelischen Geistlichen angewiesen waren. Mylius selbst konnte am 5. Juni nach Ulm fliehen, wo er auf seine schwangere Frau Barbara wartete. Das tat er aber vergeblich, denn seine Frau war kurz nach seiner Verhaftung vermutlich an einer Frühgeburt gestorben.
Ein Jahr weilte Mylius bei Freunden in Ulm, heiratete wieder und folgte schließlich einem Ruf nach Wittenberg, wo er am 9. Juni 1585 Professor der Theologie wurde. Er wurde Prediger an der Schlosskirche und übernahm das Kanzleramt von Johann Schütz an der Universität. Allerdings sollte er auch dort nicht zur Ruhe kommen, denn bereits nach einem weiteren Jahr starb Kurfürst August. Die einstigen Philippisten, die als Kryptocalvinisten auftraten, ergriffen in Wittenberg die hochschulpolitische Macht und erschwerten das Leben der konkordientreuen Gelehrten zunehmend. Mylius zog daraus die Konsequenzen und verließ die Leucorea am 12. Februar 1589, um eine Professur in Jena anzunehmen. Nachdem sich das politische Blatt in Kursachsen nach dem Tod Kurfürst Christians I. von Sachsen erneut geändert hatte, beteiligte sich Mylius als kurfürstlicher Kommissar an der Meißner Visitation von 1592. So konnte er für eine Restauration der Wittenberger Orthodoxie eintreten. Man hatte sich gern gewünscht, Mylius wieder in Wittenberg zu halten. Jedoch scheiterte der Wunsch dieses Anliegens an der Einwilligung des kurfürstlichen Administrators Friedrich Wilhelm I. von Sachsen-Weimar, so dass Mylius nach Jena zurückkehrte.
Die Restauration ist, vor allem durch die Rückberufung seines Freundes Polykarp Leyser der Ältere und der Neuberufung von Ägidius Hunnius der Ältere, vollzogen worden. Mylius der selbst auf seiner Professur in Jena blieb, bildete eine neue Generation von Wittenberger Theologen aus, zu denen unter anderem Leonhard Hutter gehörte. 1601 wurde er in Jena zum Oberpfarrer und damit zum Superintendenten. Als Hunnius gestorben war, machte Kurfürst Christian II. von Sachsen es geltend, dass Mylius einst nur an die Universität Jena ausgeliehen gewesen sei. Daraufhin musste sich Herzog Johann von Sachsen Weimar fügen und ihn nach Wittenberg gehen lassen. Im Herbst wurde Mylius erster Professor der Theologie an der Leucorea, übernahm damit die Generalsuperintendentur der sächsischen Kurkreise und wurde Pfarrer an der Stadtkirche Wittenberg, was er bis zu seinem Tode blieb.

## Werke (Auswahl)
- Send- vnd Trostbrieff, Georg. Millers Doct. vnd Professorn zue Wüttenberg, an seine liebe Landtsleut vnnd Pfarrkinder, die Evangelische Burgerschafft in Augspurg, uber irem betrübten Zustandt, da inen ire liebe Seelsorger vnd Prediger abgeschafft. Welack, Wittenberg 1586. (Digitalisat)
- Augspurgische Handel So sich daselbsten wegen der Religion, und sonderlich jüngst vor zwey Jahren im werenden Calender streit mit Georgen Müller D. Pfarrer und Superintendenten daselbst zugetragen, Sampt Notwendiger rettung der Unschuld und Ehre …  Welack, Wittenberg 1586. (Digitalisat)
- Synopsis Analytica Libri Contra Coelestes Prophetas, Qvem Reverendvs Pater D. M. Lvthervs In Cavsa Sacramentaria scripsit. Steinmann, Jena 1590. (Digitalisat)
- Megalandri Lvtheri Liber Secvndvs In Cavsa Sacramentaria, Qvi Inscriptvs Est, Qvod Verba Christi, Hoc Est Corpvs Mevm, adhuc stent inconcussa. Steinmann, Jena 1590. (Digitalisat)
- Eilff Christliche un[d] in Gottes Wort wolgegründte Predigten, deren Argument und Innhalt in nachfolgender Vorrede verzeichnet ist. Erfurt 1590. (Digitalisat)
- Prodromos disputationum ex epistola Paulina ad Romanos: ad cuius assertiones tuendas sub auspiciis beatissimae & sacrosanctae trinitatis. Steinmann, Jena 1590. (Digitalisat)
- De Abrogatione Exorcismi In Baptismo Disputatio. Steinmann, Jena 1591. (Digitalisat)
- Tetrabiblos Antideipnosophistike Martini Lutheri contra Sacramentarios. Steinmann, Jena 1591. (Digitalisat)
- Diexodos dikaiōstikē. Doctrina Sancta, Catholica et Apostolica, De Ivstificatione, Ex Ipso Pavli De Hac Materia Tractatv, Qvi Rom. 3. & 4. est descriptus, excerpta, & ad disputandum publicè proposita. Steinmann, Jena 1591. (Digitalisat)
- Spongia Abstersoria Pro Confessione Augustana, gnesios Ac Proprie Sic Appellata, Hoc Est, Imperatori Carolo V. Anno 1530. Augustae in Comitiis exhibita. Steinmann, Jena 1591. (Digitalisat)
- Sieben Predigten wider die Calvinisten. Wittenberg 1592
- Predigt vom Osterlamm im Alten Testament. Jena 1592
- Kurtze doch Augenscheinliche Entwerffung der Calvinistischen Comoedien in Meissen. Steinmann, Jena 1593. (Digitalisat)
- Disputationes II. pro Articulis Visitationis Misnaie. Jena 1593
- Disp. 4 Praedestin pro defensione Articuli V in Visit. Misnica, contra Tossanum. Jena 1593
- Homiliae in Epist. Domin. Witteb.
- Harmonia Patrum et Lutheri cum S. S. Gründlicher Beweis, daß D. Mert. Luther in allen mit dem Pabstthum streitigen Puncte geglubet habe, was stracks nach der Apostel Zeiten geglaubt worden. Leipzig 1595, Wittenberg 1606
- Seelen-Schatz, d. i. Bericht aus Gottes Wort christlich zu leben und seelig zu sterben. Lauingen 1595
- Send-Brief an die Evangelische in Lieffland, Polen, Preußen, Litthauen, Churland. Leipzig 1597
- Carolstadius rediuiuus in Ecclesia Anhaltina deformanda e.t.c.. Wittenberg 1597, Jena 1604
- Positiones de vero Deo, uno et trino. Jena 1598
- Volum. Disputationum Theol. de iis locis, qui Luteranis cum Caluinianis controversi sunt. Jena 1598
- Zehen Predigten vom Tuercken JN welchen gehandlet wird vom Vrsprung vnd Anfang Glauben vnd Religion Vnfug vnd Tyranney beharrlichen Sieg vnd langwirigem Glueck des Tuercken wider die Christenheit von eigentlichen Vrsachen desselbigen auch vom ... Gruner, Jena 1598, Frankfurt 1655. (Digitalisat der Ausg. 1598)
- Explicatio in I. Epist. Pauli ad Corinth. continens Politiae Ecclesiasticae et praxeos Theol. Apparatum una cum textu bilingui et Indice. Jena 1600, 1602
- Predigt von der Person Christi. Wittenberg 1602
- Explicatio August. Confessionis. Jena 1604
- Tractatus de Sacramento Eucharistiae. Wittenberg 1604
- Disquisitiones Theologicae de Ecclesia militante contra Lib. III et Tom. I. controvers. Bellarm. Wittenberg 1604
- De Vocatione Ecclesiastica ad Ministerium. Extat Vol. Disp. eiusdem. Jena 1604
- Evangelischer Kirchen Brüderschafft, conta Palatinos. Wittenberg 1607
- De Pace Ecclesiae Evangelicae Positiones : Partim probuleumatos, partim prodromu usum praebentes, ad responsum super Scripto Palatino expediendum, quo Ecclesiae totius Evangelicae fraterna coniunctio expetitur. Helwich, Wittenberg 1607. (Digitalisat)
- 3 Weihnachtspredigten von der Geburth Jesu Christi. 1610
- Leichenpredigt des Durchl. Hertzogs Friderici Wilhelmi zu Sachsen. Magdeburg 1612
- Disputatio in Gal. IV de Persona Christi. 1619
- Commentarius in Evangelium Johannis. Frankfurt 1624

## Familie
Georg Mylius war zwei Mal verheiratet. Seine erste Ehe hatte er 1572 mit Barbara Gründler (Grundler; † 28. Mai 1584 in Augsburg) geschlossen. Aus dieser Ehe stammen drei Söhne und drei Töchter. Seine zweite Ehe schloss er am 16. März 1585 in Ulm mit Veronica Weiß (* 1563 in Augsburg; † n. 1607 in Bautzen?), Tochter des Patriziers August Weise (Anton Weiß). Aus dieser Ehe gingen sechs Söhne und fünf Töchter hervor. Seine Witwe heiratete in zweiter Ehe den Juristen in Magdeburg und späteren Dompropst in Bautzen Dr. jur. Martin Jonius Von den Kindern ist bekannt:
- Hieronymus Mylius (* 11. März 1574 in Augsburg; † 4. März 1575 ebenda)
- Georgius Mylius (* 19. Februar 1575 in Augsburg; † 20 (21). Februar 1575 ebenda)
- Barbara Mylius (* 1. Juli 1578 in Augsburg; † 15. Mai 1637 in Jena) verh. 20. Oktober 1595 mit dem Professor der Rechte in Jena Ortolph Fomann der Ältere (* 23. Januar 1560 in Schleusingen; † 19. Mai 1634 in Jena)
- Dorothea Mylius (* 6. Februar 1580 in Augsburg; † 31. Juli 1580 ebenda)
- Gabriel Mylius (* 26. November 1581 in Augsburg; † 11. März 1601 in Wittenberg)
- Catharina Mylius (* 18. Januar 1583 in Augsburg; † 26. August 1635) verh. 1600 mit Stadtschreibers, Notars und Stadtsyndikuses in Herzberg M. Georgius Müller (Mylius; * Erfurt; † 1627)

- Georg Mylius (* 1. Februar 1586 in Wittenberg; † 7. Juni 1637 in Jena) verh. am 28. August 1609 mit Anna Magaretha Hofmann (* 14. November 1591 in Jena; † 16. Dezember 1612 ebenda), der Tochter des Jenaer Professors der Rechte Liborius Hofmann (* Friedrichroda; † 5. April 1599 in Düsseldorf) und dessen Frau Sibylla Mirus, die Tochter des Dresdner Theologen Martin Mirus. 2. Ehe am 10. Mai 1614 in Zeitz mit Dorothea Timaeus (* 1. September 1595 in Leipzig; † 4. Juli 1630 in Halle (Saale)), die Tochter kurfürstlich sächsischen Geheim- und Appellationsrat, sowie Kanzler in Zeitz Johann Timaeus (* 13. Februar 1569; † 2. Februar 1627 in Dresden) und dessen Frau Elisabeth Schilter. 3. Ehe am 4. Juni 1632 in Jena mit Catharina Maria Denhard (* 1609 in Naumburg; † 10. Juli 1643 in Gotha), der Tochter des Juristen, Geheimrats und Kanzlers in Eisenach Johannes Denhart und dessen Frau Catharina († 1617), die Tochter des Bürgermeisters in Naumburg Sixtus Braun. Seine Witwe heiratete in zweiter Ehe am 16. November 1640 in Gotha den Professor der Theologie an der Universität Jena und späteren Generalsuperintendenten von Sachsen Gotha Dr. theol. Salomon Glass (* 21. Mai 1593 in Sondershausen; † 27. Juli 1656 in Gotha)
- Salome Mylius (* 8. März 1587 in Wittenberg; † 29. März 1587 ebenda)
- Polycarp I Mylius (* 2. Mai 1588 in Wittenberg; † 1589 in Jena)
- Polycarp II Mylius (* 29. Oktober 1589 in Jena; † 21. März 1626 in Regensburg) Apotheker Regensburg, verh. 15. November 1613 in Regensburg mit Walpurgis Sponfelder (* 13. September 1585 in Regensburg; † 25. Mai 1649 ebenda), die Tochter des inneren Geheimrats und Almosendirektors Andreas Sponfelder.
- Judith Mylius (* 22. Dezember 1591 in Jena; † 1636 in Kranichfeld) verh. 24. Oktober 1608 in Magdeburg mit Advokaten Dr. jur. Simon Wiprecht († 18. Februar 1653 in Jena)
- Antonius Mylius (genannt Göring; * 3. März 1593 in Jena; † 10. Februar 1655 in Kranichfeld) wurde Theologe, war Superintendent in Rudolstadt und Hofprediger, sowie Superintendent in Kranichfeld; 1. Ehe am 14. Februar 1632 in Gera mit Regina Gebhard (genannt: Wesener, * 21. August 1610; † 5. Juni 1640 in Kranichfeld, die Tochter des Kanzlers in Altenburg Heinrich Gebhard (genannt: Wesener) und der Blandina Lindener). 2. Ehe am 13. September 1648 in Arnstadt mit Anna Sabina Gerhard (* um 1630; begr. 9. Januar 1681 in Arnstadt), die Tochter des fürstlich sächsischen Rats und gräflich Schwarzburgischen Geheimratetes Dr. jur. Andreas Gerhard.
- Regina (Sybilla) Mylius (* 15. März 1596 in Jena (Zörbig); † 15. September 1633 in Merseburg) verh. 1623 mit Hofprediger in Coswig und Stiftsuperintendent in Merseburg Laurentius (Lorenz) Andreae (* 10. August 1594 in Halle (Saale); † 17. September 1633 in Merseburg)
- Veronica Mylius (* 16. September 1597 in Jena; † 1633 in Merseburg (Pest))
- Ludovicus (Ludwig) Mylius (* 8. September 1599 in Jena; † 1601 in Jena)
- Emanuel (Immanuel) Mylius (* 25. Dezember 1601 in Jena), Dr. med. in Würzburg
- Euphrosina Mylius (* 14. September 1604 in Wittenberg; † 7. Mai 1605 ebenda)